# مطبخ مغربي

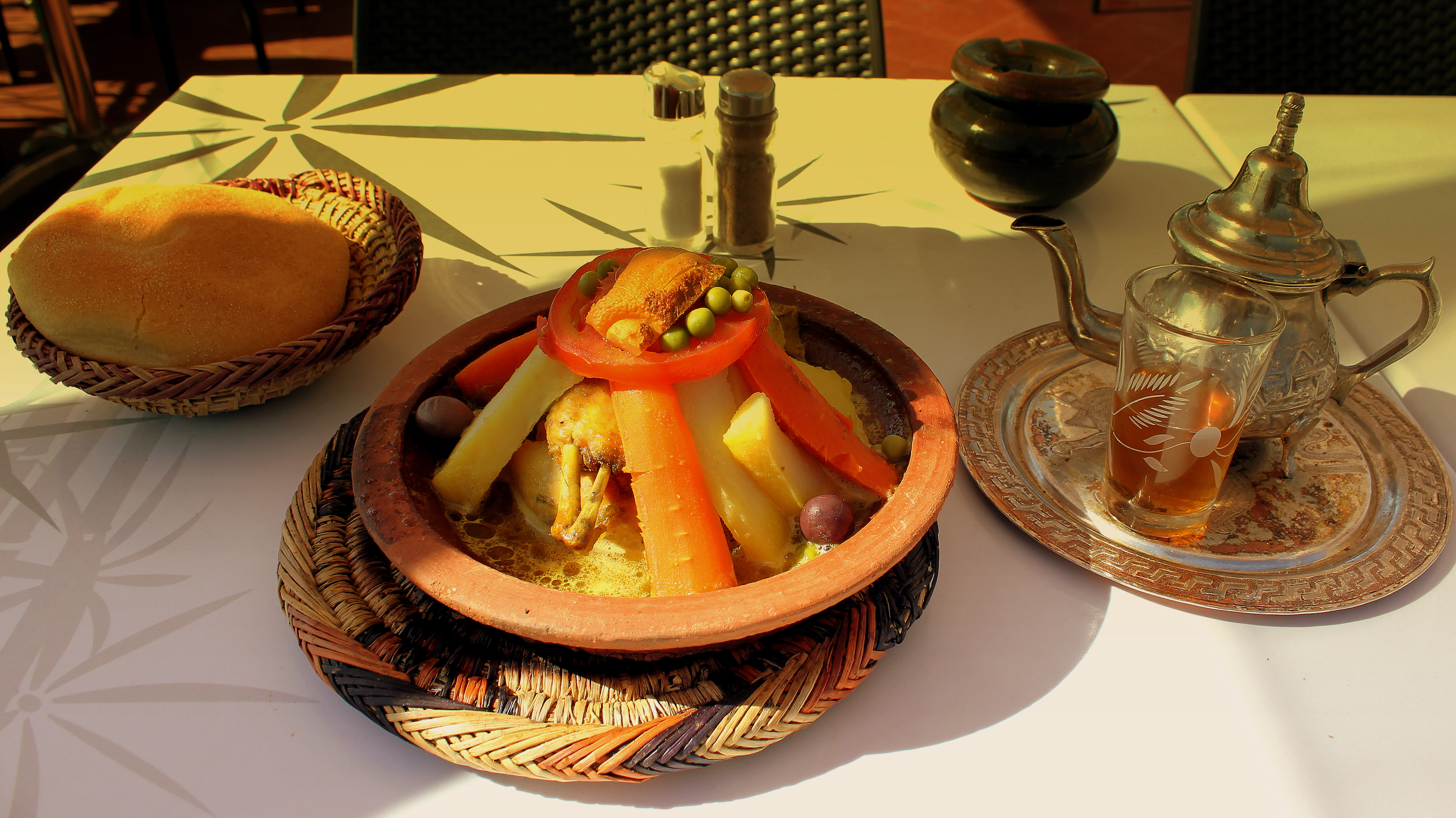
طاجين واتاي وخبز في المطبخ المغربي.

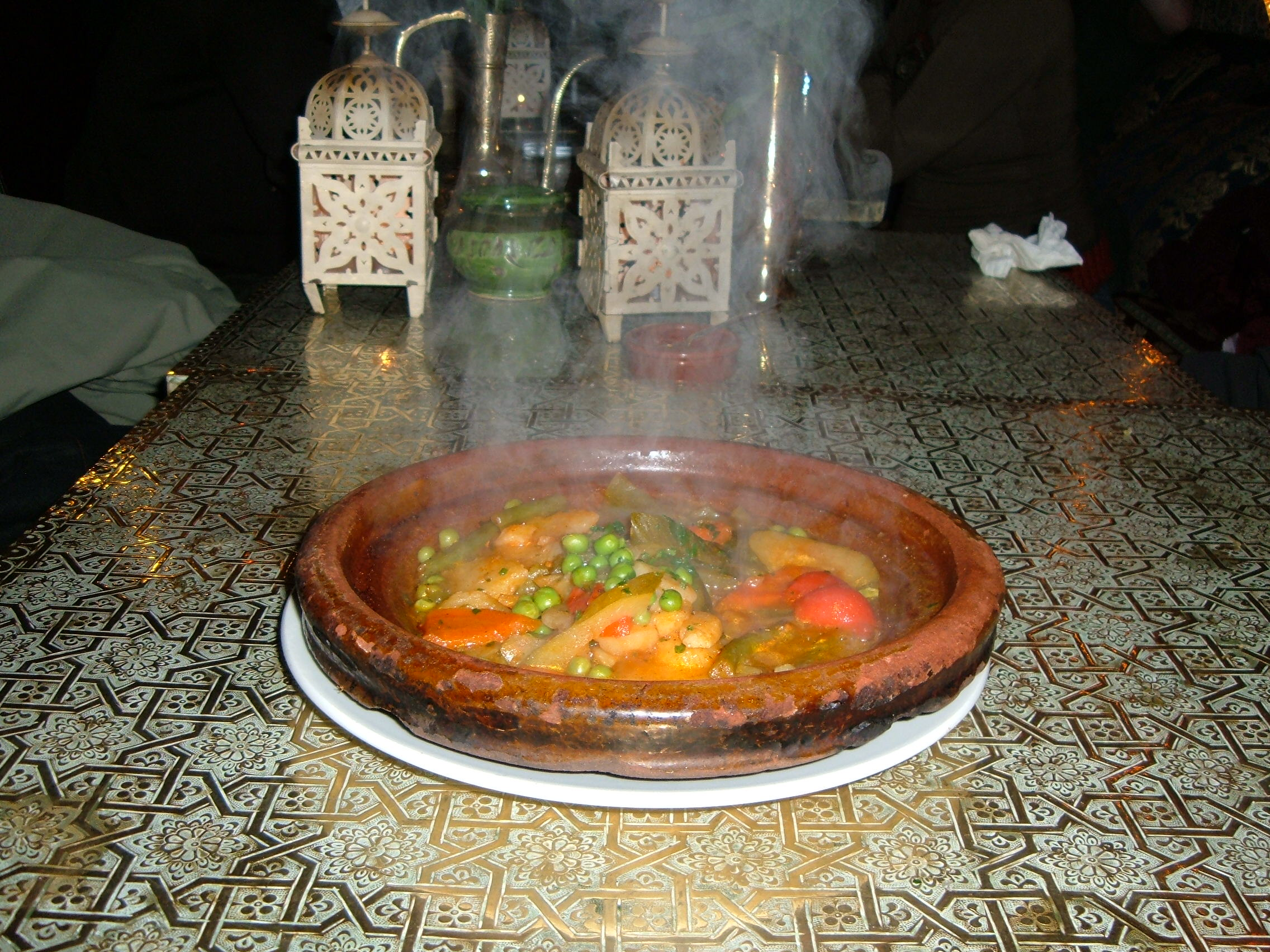
طاجين بالخضروات مغربي.

يعد المطبخ المغربي منذ القدم من أكثر المطابخ تنوعا في العالم. والسبب يرجع إلى تفاعل المغرب مع العالم الخارجي منذ قرون، إذ يعد مزيجا من المطبخ الأمازيغي والعربي والأندلسي والشرق الأوسط، والبحر الأبيض المتوسط وأفريقيا. ويعد الطهاة في المطبخ المغربي على مر القرون في كل من فاس ومكناس، ومراكش والرباط وتطوان الأساس لما يعرف بالمطبخ المغربي اليوم. كما تصدر المطبخ المغربي المرتبة الأولى عربيا وأفريقيا، والثاني عالميا سنة 2012 بعد فرنسا.
في عام 2019، تقدمت المملكة المغربية بطلب إلى منظمة الأمم المتحدة للثقافة والعلوم (اليونيسكو). في 16 ديسمبر 2020، تم إدراج طبق الكسكس والمعارف الخاصة بإنتاجه وإستهلاكه ضمن قائمة التراث اللامادي الإنساني للمملكة المغربية .

## التأثير والتاريخ

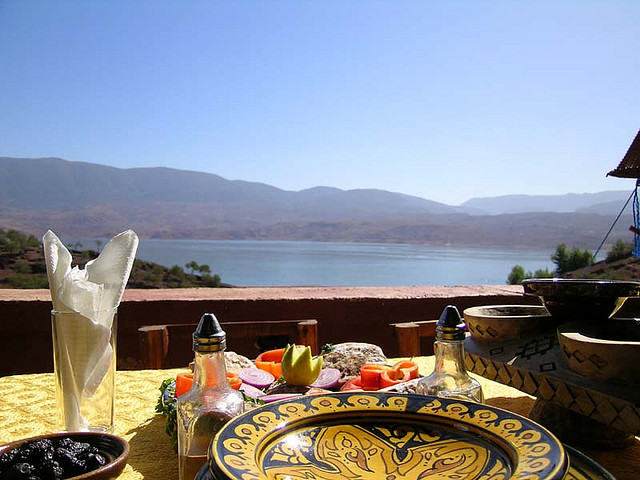
طبق وتوابل وزيت الزيتون في مطعم مطل على سد بين الويدان.

المغرب كمنبع وملتقى لحضارات عديدة، قد تأثر مطبخه بالمطبخ الأمازيغي الأصيل بالإضافة إلى المطابخ العربية الأندلسية والمطابخ التي حملها الموريسكيون عندما غادروا إسبانيا ومطابخ الشرق الأوسط ومطابخ جلبها العرب.
يعود تاريخ المغرب في مطبخه إلى اللاجئون الهاربون من العباسيين الذين غادروا بغداد في القرون الوسطى واستقروا في المغرب، جالبين معهم الوصفات التقليدية التي أصبحت شائعة في المغرب ومنسية في الشرق الأوسط. ويثبت هذا ما دونه البغدادي في مؤلفاته (القرن 12 ميلادي) عن الوصفات العراقية وأوجه الشبه مع الأطباق المغربية المعاصرة. والسمة المميزة في المطبخ المغربي هي الطبخ بالفواكه مع اللحوم مثل السفرجل مع لحم الحمل أو المشمش مع الدجاج. وكذلك التأثيرات على المطبخ المغربي التي أتت مع موريسكيون (اللاجئين المسلمين) الذين طردوا من إسبانيا خلال محاكم التفتيش الاسبانية.
حسب بولا وولفيرت، المتخصص في المطبخ المغربي وصاحب أشهر كتاب عن هذا الموضوع (انظر قسم كتب الوصفات) :
| «"برأيي أن أربعة أشياء ضرورية لكي تُطور أمة مطبخا عظيما. الأولى هي وفرة المكونات ودولة غنية. ثانيا تنوع التأثيرات الثقافية : تاريخ الأمة، بما فيه هيمنته الأجنبية، وعادة ما يعود بأسرار الطهي من المغامرات الإمبريالية. ثالثا، حضارة عظيمة، وإذا لم يكن لبلد يوم مشرق في تاريخه، ربما لن يكون له مطبخ عظيم؛ الأكلات العظيمة وحضارة عظيمة يسيران جنبا إلى جنب. أخيرا، وجود حياة قصر أنيقة، دون مطابخ ملكية، دون فيرساي أو المدينة المحرمة في بكين، باختصار، يتطلب وجود طلب على مجامع ثقافية، فمخيلة طهاة الأمة لن تكون تحديا. والمغرب، لحسن الحظ، جمع كل الأربع"» |

## المكونات
المغرب تنتج مجموعة كبيرة من الفواكه والخضراوات المتوسطية وحتى بعض الاستوائية. وتنتج أيضًا كميات كبيرة من الأغنام والدواجن والماشية والأسماك التي تشكل قاعدة إنطلاق المطبخ.
تشمل النكهات المميزة مخلل الليمون وزيت الأركان والزبدة المحفوظة (سمن) وزيت الزيتون والفواكه المجففة. الحبوب الأساسية هي القمح، وتستخدم في الخبز والكسكس، على الرغم من أنه حتى منتصف القرن العشرين، كان الشعير عنصرًا أساسيًا مهمًا، خاصة في الجنوب. دهون الطبخ التقليدية هي الزبدة والدهون الحيوانية، على الرغم من أن زيت الزيتون أسبح أكثر استعمالا. تُستخدم الزبدة كلا من الطازجة، والزبيدة المحفوظة والمملحة وتسمى السمن.

## استخدام التوابل

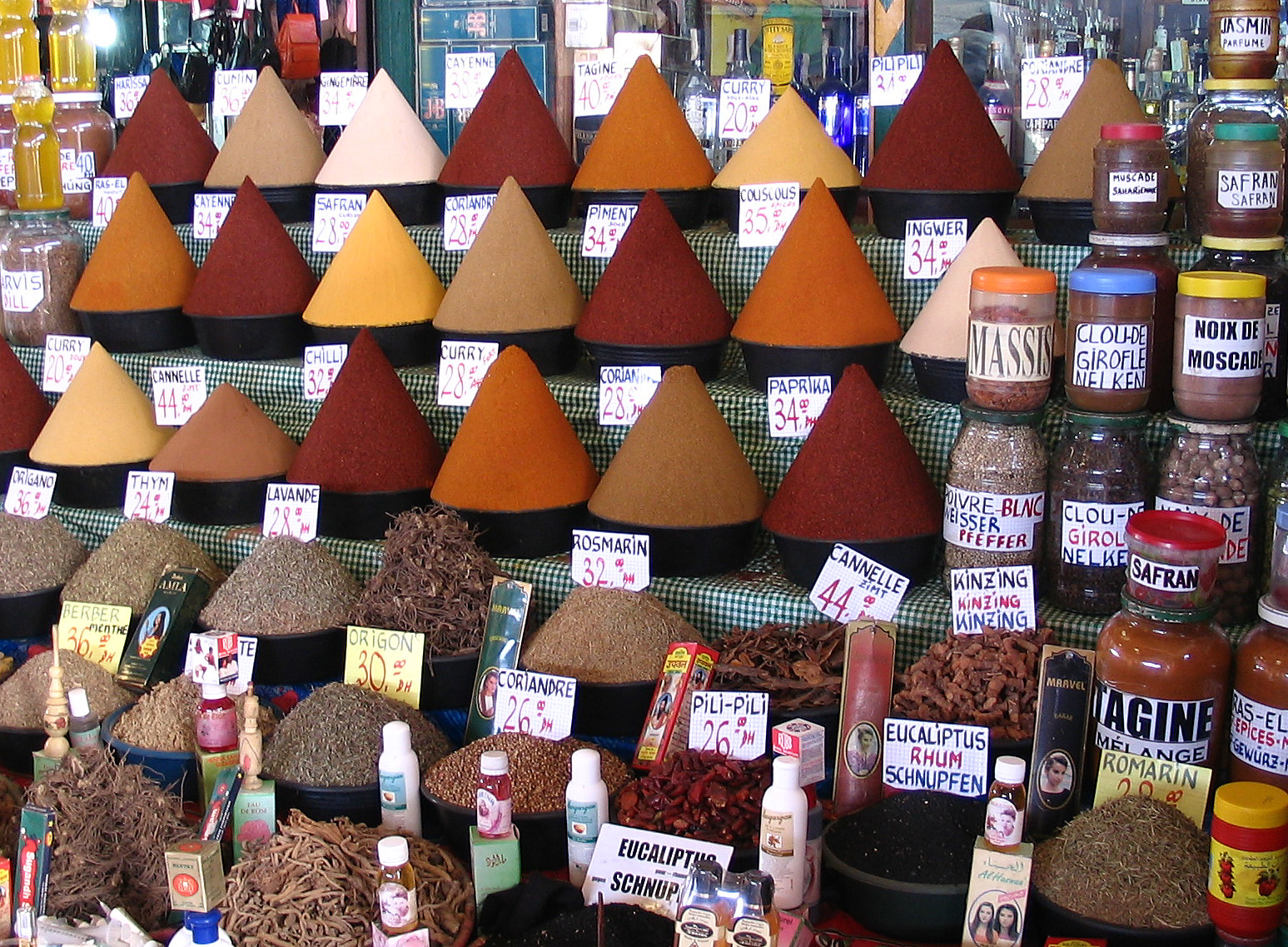
التوابل في السوق المركزية في اكادير المغربية

تُستخدم التوابل على نطاق واسع في الأكلات المغربية. فاستيراد التوابل إلى المغرب بدأ منذ آلاف السنين، والعناصر الكثيرة، مثل الزعفران للتلوين، والنعناع والزيتون من مكناس، والبرتقال والليمون من فاس، ومنتجات محلية. فمجموعة التوابل تشمل القرفة، والكمُون (كمون)، والخرقوم (كركم) وسكينجبير (الزنجبيل) وليبزار (الفلفل أسود)، والتحميرة (الفلفل الأحمر)، وبذور الينسون، وبذور السمسم، والقزبور (الكزبرة) والمعدنوس (البقدونس)، زعتر، كرفس، زعفراني بلدي (الزعفران) والنعناع.

## هيكل الوجبات بالمغرب
وجبة الغداء هي الوجبة الرئيسية، باستثناء شهر رمضان المبارك. الطريقة الرسمية لتقديم الوجبة تبدأ بسلسلة من السلطات الساخنة والباردة، يليها الطاجين. يٌأكل الخبز مع كل وجبة. غالبا يكون الطبق المقبل بلحم الغنم أو الدجاج، تليها كسكس باللحوم والخضراوات.ثم نهاية الوجبة يُقدم فنجان الشاي بالنعناع الشائع في المغرب. ومن الشائع لدى المغاربة استخدام ثلاث اصابع للأكل، واستخدام الخبز
كما انه جرت عادات المغاربة منذ القدم ان يقدم طبق الكسكس يوم الجمعة فاصبح تقليد لا بدا منه.

## أطباق رئيسية

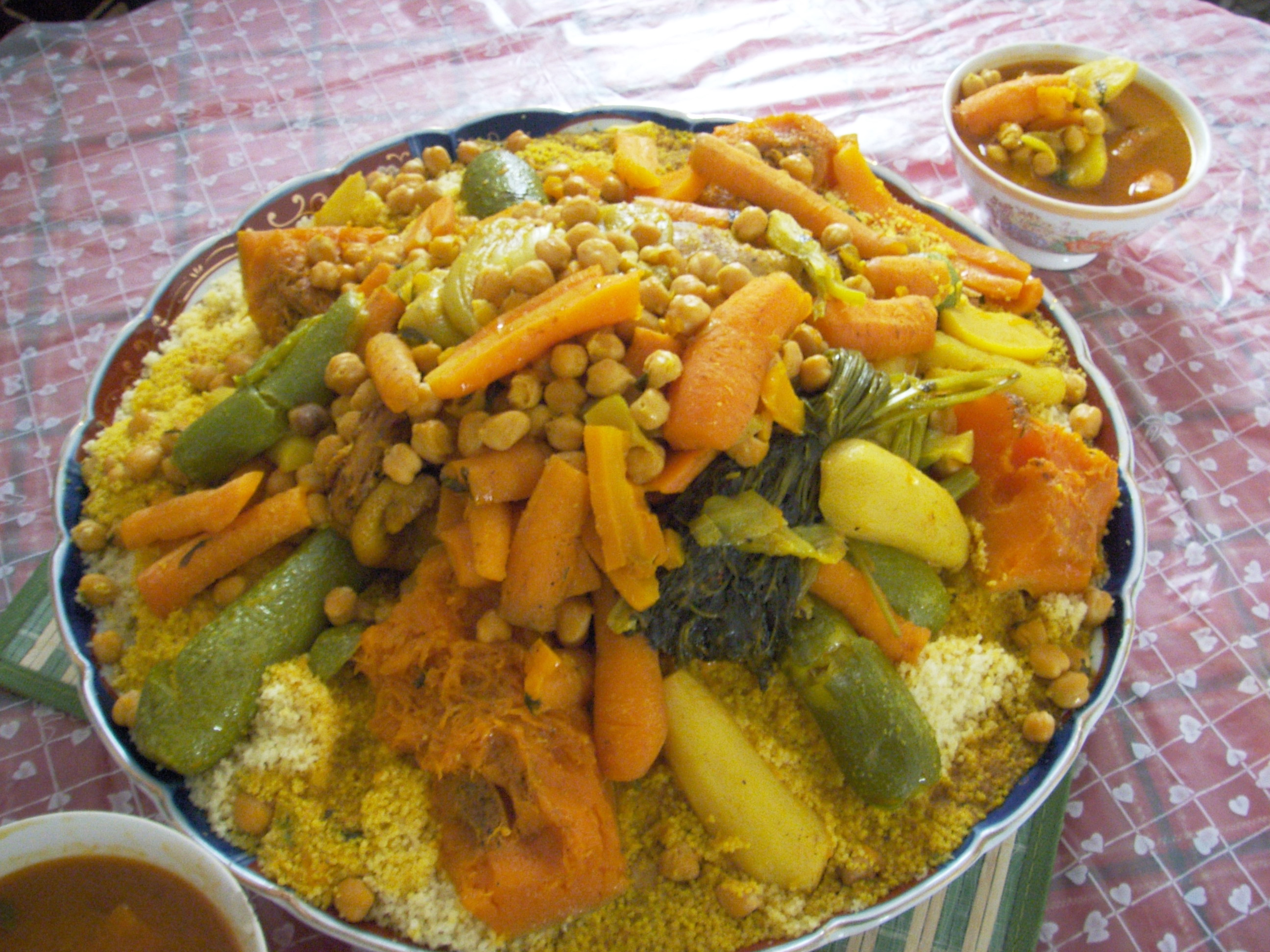
الكسكس المغربي في فاس 2007

الوجبة المغربية الرئيسية الأكثر انتشارا بين الناس هو الكسكس وهي قديمة جدا وقد ابتكرها الأمازيغ. الدجاج هو أكثر أنواع اللحوم التي تؤكل في المغرب. اللحوم الحمراء الأكثر تناولا في المغرب هي لحم البقر ثم لحم الغنم. وتتكون لدى الأغنام في المغرب الكثير من الدهون تتركز في الذيل، وهو ما يعني ان الحمل المغربي لا يملك النكهة الحادة، التي تكون عادة عند الأغنام الغربية وتعطيها طعمًا غير مرغوب به.
ومن أشهر الأطباق المغربية هي الكسكس، البسطيلة، المحنشة، المروزية، الطاجين المغربي و أشهرهم طاجين البرقوق وطاجين الدجاج بالزيتون، الطنجية، الزعلوك، البيصارة، الحرشة، البطبوط، المسمن، البغرير، الرفيسة، والحريرة. ورغم أن الأخيرة هي عبارة عن شوربة، فانها تعتبر وجبة كاملة وتقدم عادة مع التمر خلال شهر رمضان.

## سلطات
السلطات المغربية تضم الخضروات النيئة والمطهوة، وتقدم إما ساخنة أو باردة. هناك من ضمن السلطات الباردة الزعلوك وهو مزيج من البذنجان والطماطم، والتكتوكة وهي مزيج من الطماطم والفلفل الأخضر المدخن والثوم والتوابل، ويتميز بها مطبخي مدينتي فاس وتازة في الأطلس.

## حلويات

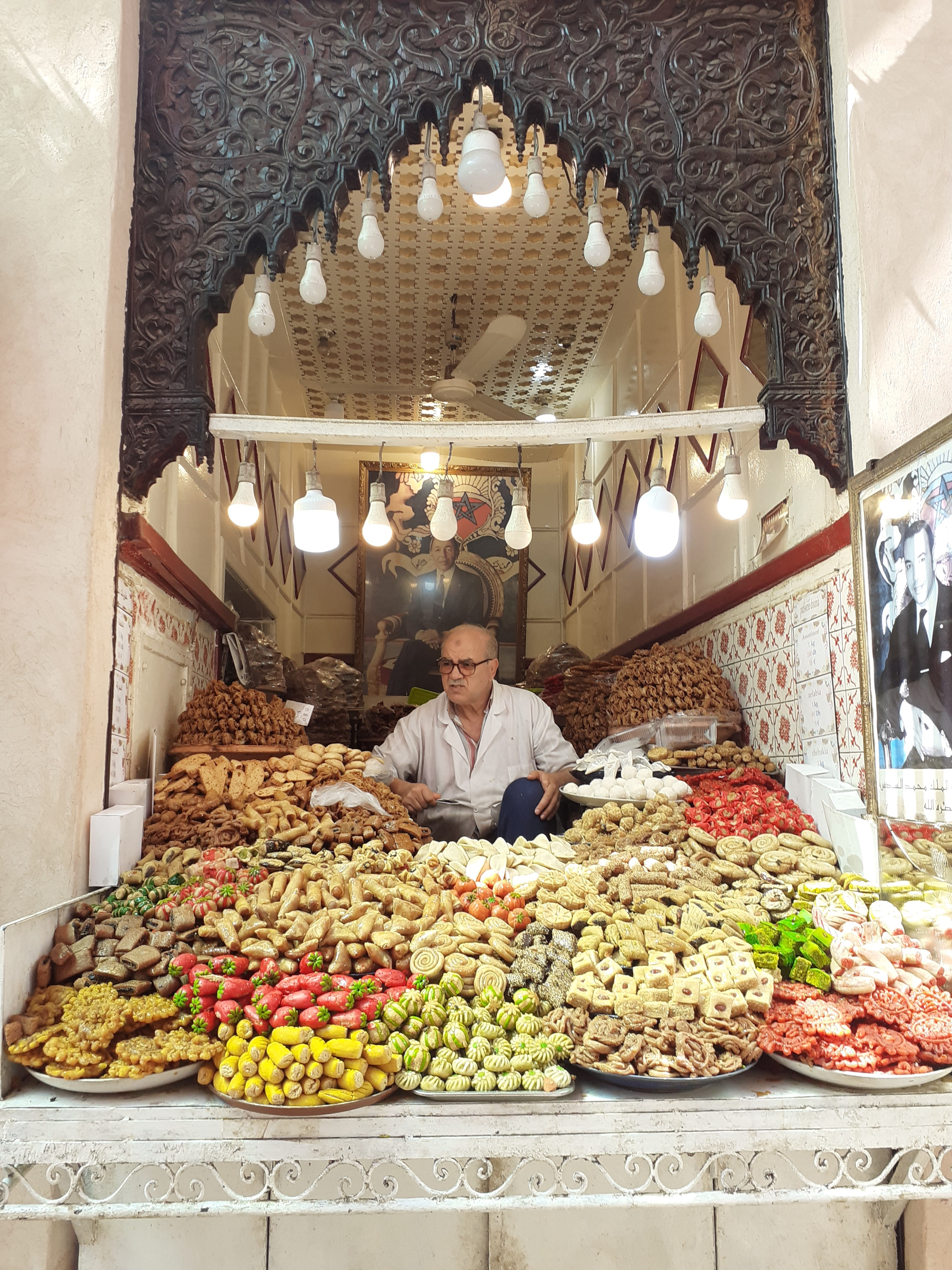
بائع حلويات مغربية في المدينة القديمة بمراكش

لا تقدم الحلوى المغربية بالضرورة في نهاية وجبة الطعام. مجموعة الحلوى كعب غزال ("قرون الغزال")، وهي عبارة عن المعجنات المحشوه بعجينة اللوز وتفند بالسكر. حلوى أخرى هي الكعك بالعسل، وهو على شكل قطعة من العجين مقلي ومغمس في إناء من عسل مع بذور السمسم. الحلوى الشباكية هي حلوى تؤكل خلال شهر رمضان. حلوى الكوك هي كعكة جوز الهند والبريوات، قراشل، غرييبة، الفقاص، سلو ومسكوتة(الكعك).

## المشروبات
المشروب الأكثر شعبية هو الشاي الأخضر بالنعناع. تقليديا، يعد حسن تحضير الشاي بالنعناع في المغرب شكلا من أشكال الفن وشربه مع الاصدقاء وافراد الاسرة هو أحد أهم طقوس اليوم. أسلوب سكب الشاي لا يقل اهمية عن جودته. يقترن الشاي مع تقديم مخاريط أو مكعبات السكر.

## الوجبات السريعة المغربية
بيع الوجبات السريعة التقليدية في الشارع هو أمر شائع منذ زمن طويل، وأفضل مثال على ذلك هو ساحة جامع الفنا في مراكش. ابتداء من الثمانينات، بدأ ظهور المطاعم الجديدة التي تُقدم "bocadillo" (وهي كلمة أسبانية لشطيرة، ويستخدم على نطاق واسع في المغرب). وال bocadillo هو الرغيف الفرنسي baguette محشو بالسلطة وبأحد أنواع اللحوم، أو ما شابه ذلك من tortilla، وهو أيضا مصطلح يستخدم على نطاق واسع في المغرب.
وخلال التسعينات، بدأ يظهر هناك اتجاه جديد. محلات الالبان والمنتجات الجديدة (المحلبة بالدارجة المغربية) حيث انتشرت في جميع أنحاء المدن في المغرب. تقدم تلك المحلبات عموما جميع أنواع منتجات الألبان، العصائر، والإفطار وكذلك bocadillos، حيث تتنافس بشدة مع المطاعم المنتشرة منذ سنوات.
شهدت البلاد أيضا في أواخر التسعينات افتتاح وكالات متعددة الجنسيات من سلاسل الوجبات السريعة، وخصوصا في المدن الكبرى كماكدونالدز.

## الالتزام بالنظام الغذائي المتوسطي
لازال مناطق عديدة في المغرب تلتزم بالنظام الغدائي المتوسطي، وتلعب الأم دورا مهما في هذا الالتزام

## مواضيع متعلقة
- قائمة الحلويات المغربية
- قائمة مواقع التراث العالمي في المغرب
- قائمة التراث الثقافي اللامادي في المغرب العربي
- قائمة الحلويات المشرقية والمغاربية

## وصلات خارجية
- طبخ مغربي Tabkh Maghribi نسخة محفوظة 27 أبريل 2015 على موقع واي باك مشين.
- الموقع الرسمي للتعريف بالمطبخ المغربي. نسخة محفوظة 22 نوفمبر 2015 على موقع واي باك مشين.